# Catàstrofe de Courrières

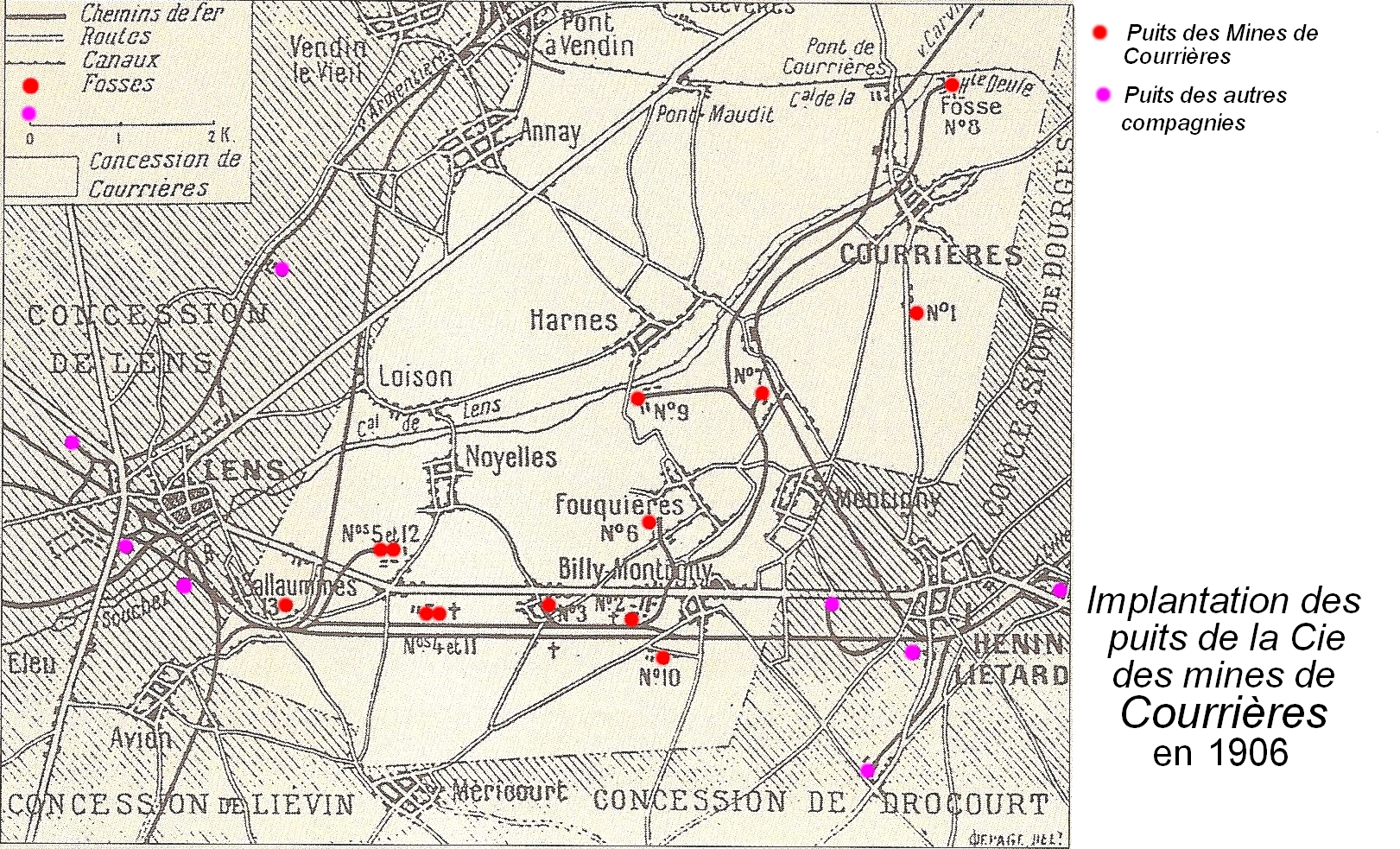
Mapa de la mina de Courrières amb els 13 pous (1906).

La catàstrofe de Courrières és la catàstrofe industrial minera més important que hi ha hagut a Europa. Va tenir lloc entre Courrières i Lens, el dissabte 10 de març de 1906 i oficialment va ocasionar 1.099 morts. Pren el seu nom de la Compagnie des mines de Courrières que explotava aleshores el jaciment de carbó de la conca minera del Nord-Pas de Calais a Pas de Calais.
Aquest jaciment proporcionava en aquell moment el 7% de la producció francesa de carbó. Una explosió de grisú seguida d'una explosió de pols de carbó va devastar 110 km de galeries.
Tres dies després de les explosions es van abandonar les tasques de recerca de supervivents. Una part de la mina es va inutilitzar per apagar l'incendi i preservar el jaciment. Aquesta gestió de la mina va estar particularment mal vista pels miners i per les seves famílies. El 30 de març, 20 dies després del succés 13 supervivents, pels seus propis mitjans, aconseguiren arribar als pous i encara un altre va ser trobat viu quatre dies més tard.
Aquesta catàstrofe va provocar una crisi política a França i un moviment social que va portar a la instauració del descans setmanal, (repos hebdomadaire) a França, ja que el succés va tenir lloc un dissabte.

## Commemoracions
Una necròpolis situada a la frontera entre els municipis de Billy-Montigny i Méricourt alberga els cossos de 272 miners no identificats en una fossa (la «sitja»; en francès le «silo»). Allà s'hi ha erigit un monument; un altre recorda la catàstrofe ocorreguda a la ciutat veïna de Fouquières-lez-Lens el 4 de febrer de 1970. En motiu del centenari de la catàstrofe de 1906, la mancomunitat de Lens-Liévin va organitzar una «ruta dels supervivents» entre la necròpolis i la ubicació de l'antiga fossa núm. 2 de Billy-Montigny on es van trobar 13 supervivents junts, 17 dies després de la detenció de la recerca. Aquest desenvolupament d'un quilòmetre de llarg inclou 21 boletes metàl·liques sobre les quals es relaciona la vida diària i els esdeveniments que van succeir a la superfície i la supervivència dels supervivents a les galeries. La creació d'aquest disseny va ser dissenyat per Territoris, Llocs i Ciutats del Paisatge, Vrignaud Nicolas i Louazon Jean-Marc (escenògrafs).
L'empresa de correus La Poste va posar a la venda el 6 de març del 2006 un segell per valor de 0,53 € que commemorava la memòria d'aquest desastre. En el format vertical de 30x40 mm, va ser dissenyat per Paul Véret-Lemarinier a partir d'un treball de Lucien Jonas (1880-1947) i representa un miner agenollat amb una làmpada a la mà i una barreta (barret de cuir que llavors es portava a les mines) al cap. Està imprès en gravat en un full de 48 segells.
Del 9 a l'11 d'octubre del 2006, es va organitzar un simposi internacional sobre el desastre i les seves conseqüències al Centre de Mineria Històrica de Lewarde, així com una doble exposició sobre Courrières i Marcinelle, que es va celebrar fins al 7 de gener del 2007.